# Caryedon uganda
Caryedon uganda is een keversoort uit de familie bladkevers (Chrysomelidae). De wetenschappelijke naam van de soort werd in 2004 gepubliceerd door Johnson, Southgate & Delobele.